# Dark Millennium
Dark Millennium ist eine deutsche Death-Metal-Band aus Bad Fredeburg. Sie wurde um 1990 gegründet und veröffentlichte bislang fünf Studioalben.

## Geschichte
Die Band wurde um 1990 in Bad Fredeburg im Hochsauerlandkreis gegründet und veröffentlichte wenig später das erste Demo The Apocryphal Wisdom. Das zweite Demo Of Sceptre Their Ashes May Be wurde im Proberaum von Despair (CEAG-Gebäude, Dortmund) an nur einem Wochenende eingespielt. Produziert wurde es auf einem 8-Spur-Gerät von Waldemar Sorychta. Sänger war seinerzeit Torsten Gilsbach, der auch für das Bandlogo verantwortlich zeichnet. Christian Mertens hatte während der Aufnahmen eine beratende Funktion und steuerte Backing Vocals zu Wizardry Assemblage bei.
1992 veröffentlichte die Band auf Massacre Records ihr Debütalbum Ashore The Celestial Burden. Im Frühjahr 1993 folgten Auftritte in der gesamten Bundesrepublik: im Januar 1993 die „Shadows in the Deep Tour“ mit Unleashed, Tiamat, Samael; im April 1993 „Todessehnsucht über Deutschland Tour“ (Atrocity)/ „Fairylands Tour“ (als Headliner) mit den Gästen Cemetary, Incubator, Slapshot, Sickening Gore, Ceremony und Innominandum. Davor und danach gab es Auftritte mit den befreundeten Musikern von Morgoth. Das zweite Studioalbum Diana Read Peace brachte nicht den erhofften Erfolg, und die Band löste sich im Februar 1994 auf.
In den frühen 2010er Jahren wurde auf Initiative eines Fans aus den Niederlanden eine Facebook-Seite für die Band angelegt und verschiedene Plattenlabel fragten wegen eines Re-Release der beiden Alben an. Unabhängig davon trafen sich Sänger Christian Mertens und Gitarrist Hilton Theissen, um über eine Wiedervereinigung der Band zu sprechen. 2015 wurden von Century Media die beiden Demos (gemeinsam unter dem Namen Out of the Past) sowie die beiden Alben neu aufgelegt. Anfang 2016 kündigte die Band auf ihrer Website und über soziale Medien an, sich reformiert zu haben und an neuem Material zu arbeiten. Ebenso wurden auch Konzertaktivitäten wieder aufgenommen. Im Studio von Hilton Theissen wurde das dritte Studioalbum Midnight in the Void aufgenommen und am 14. Oktober 2016 veröffentlicht.
2018 wurde die Band wieder von Massacre Records unter Vertrag genommen und das Label veröffentlichte im August 2018 das vierte Studioalbum Where Oceans Collide. Im April 2021 verkündete die Band auf ihrer Website, dass die Aufnahmen zum nächsten Studioalbum begonnen wurden. Am 4. Juni 2021 erschien eine Neueinspielung des Demos The Apocryphal Wisdom als digitale Single und Musikvideo. Das angekündigte fünfte Studioalbum Acid River wurde am 7. Januar 2022 veröffentlicht.

## Stil
Frank Albrecht meinte im Rock Hard die komplexen Stücke seien „nur bedingt eingängig“ und erinnerten „nur durch die heruntergestimmten Gitarren und die krassen Vocals an Death Metal“. In seiner Rezension zum zweiten Demo war er genauer darauf eingegangen, indem er den Kompositionen ein „variiertes Tempo von ultraschleppend bis ziemlich schnell“ konstatierte. Es gebe auch wohldosierte Keyboards, „einige schräge Gitarrenläufe“ sowie derben, aber nicht ins Extreme abgleitenden, unnatürlich wirkenden Gesang. Sein Kollege Götz Kühnemund bemerkte in einer Album-Rezension, dass „brutale Riffs und donnernde Drums ebenso vertreten“ seien „wie melodische Harmonien und technisch anspruchsvolle Passagen, in denen Tempo und Härte deutlich zurückgenommen werden“. Der den jeweiligen Passagen angepasste Gesang verleihe „den Songs zusätzliche Dimensionen“.
Insgesamt spanne die Band laut Albrecht den musikalischen Bogen von Iron Maiden über Entombed bis zum Progressive Metal.

## Diskografie

### Demos
- 1991: The Apocryphal Wisdom
- 1992: Of Sceptre Their Ashes May Be

### Alben
- 1992: Ashore the Celestial Burden (Massacre Rec.)
- 1993: Diana Read Peace (Massacre Rec.)
- 2016: Midnight in the Void (Believe/Soulfood)
- 2018: Where Oceans Collide (Massacre Rec.)
- 2022: Acid River (Massacre Rec.)